# Відпочинок

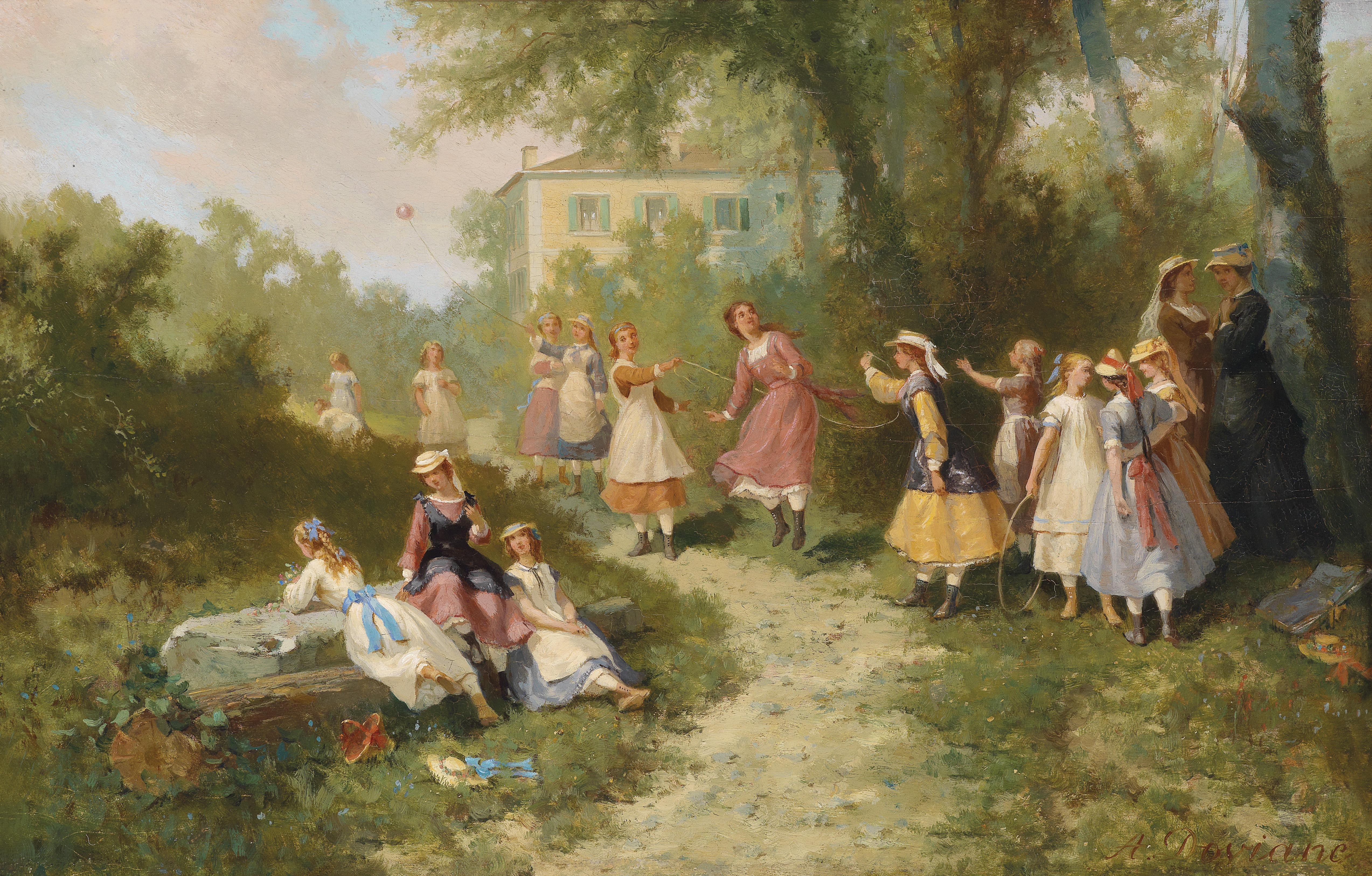
Відпочинок

Відпочи́нок, дозвілля — проведення часу, метою якого є відновлення нормального стану організму,переважно проходить в горизонтальному положенні,без впливу зовнішніх факторів ( телефон, ноутбук,тощо)
Зазвичай відпочинок має такі стадії: стомленість, розслаблення, відновлення сил, розвага.

## Класифікація
За тривалістю
- Секунди: коротке розслаблення.
- Хвилини: перерва.

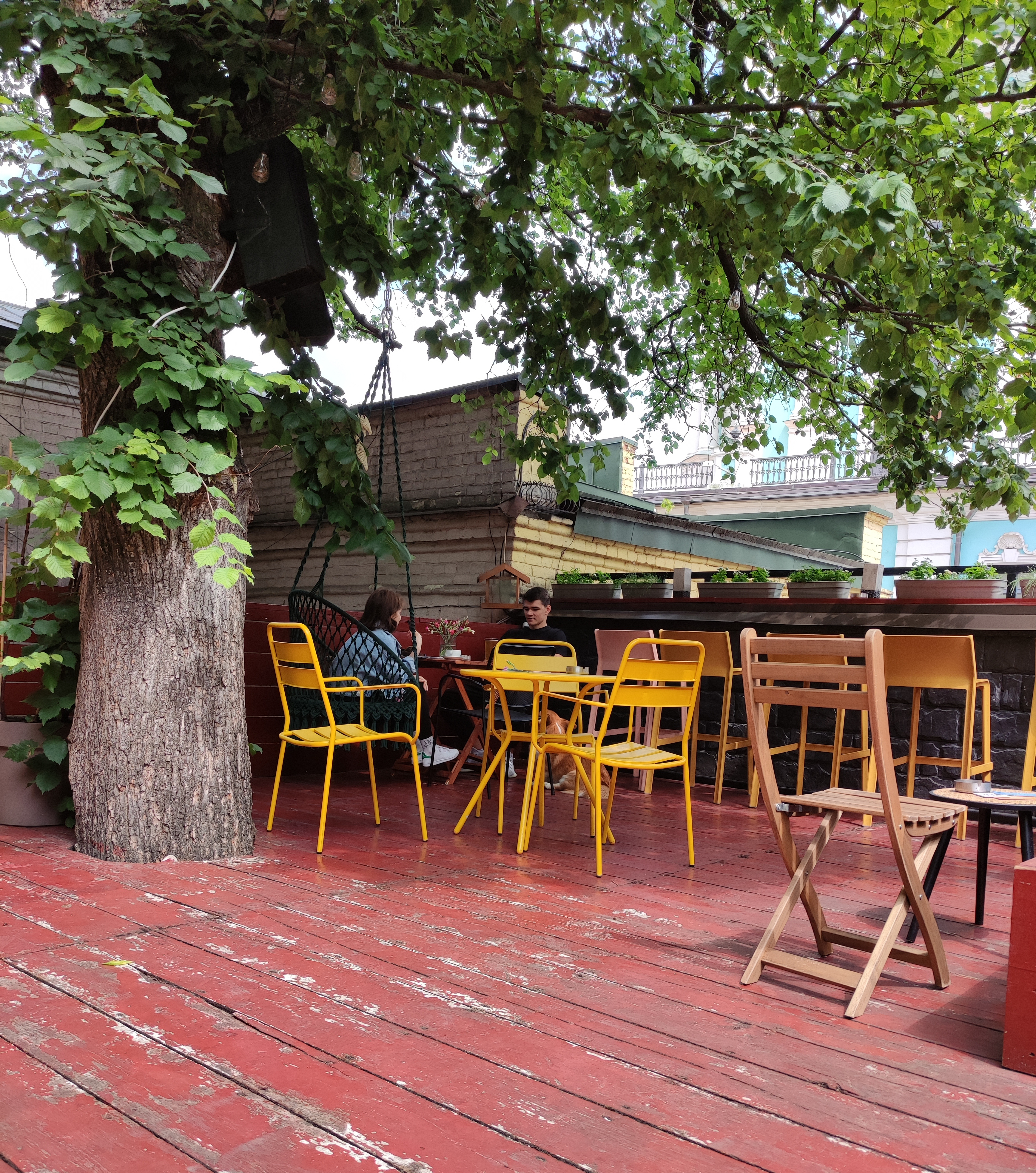
Відпочинок у кав'ярні на Андріївському узвозі у Києві

- Години: щоденний відпочинок, сон, заняття чим-небудь, відвідування концерту, екскурсія, свято, вечірка, перегляд фільму.
- Дні: вихідні дні (субота, неділя), відпустка, подорож.
- Місяці: Велика відпустка, великі канікули.
- Роки та десятиріччя: пенсія.

За активністю
- Активний (перемикання на будь-яку діяльність, відмінну від тієї, що викликала втому — у бігові, наприклад: це буде спокійне ходіння, у плаванні — неквапливий рух у воді і т. д.): спорт, туризм, бесіда.
- Творчий — перехід до активності в малюванні, в створенні проєктів, звертання до живопису, до літературних творів, режисури свят чи вистав тощо.
- Пасивний (відносний спокій, відсутність активної рухомої діяльності): сон, розслаблення, перегляд фільмів і т. д.
- Змішаний: полювання, риболовля.